# Jacob Riis
Jacob August Riis (3 de mayo de 1849 - 26 de mayo de 1914), fue un fotoperiodista y reformador social danés nacido en la ciudad de Ribe y emigrado a Estados Unidos en 1870. Es célebre por emplear su talento como fotógrafo y periodista para ayudar a los inmigrantes empobrecidos del Lower East Side neoyorquino, quienes fueron los principales sujetos de sus obras. Contribuyó a la erradicación de las casas de vecindad insalubres de los barrios marginales del sur de Manhattan en las que la población malvivía hacinada, apostando en su lugar por la construcción de viviendas modelo, de acuerdo al plan de Boston. Prestó especial atención al problema de la infancia en los suburbios: denunció el empleo de mano de obra infantil en los talleres de explotación laboral o "sweatshops", la baja escolarización de los niños, y la falta de zonas verdes y de patios de recreo donde pudiesen crecer de forma saludable. Fue además uno de los primeros fotógrafos en utilizar el recientemente descubierto flash de magnesio como fuente auxiliar de iluminación para sacar a la luz el modo en que vivía y trabajaba la "otra mitad" de la ciudad, y por ello es considerado uno de los pioneros de la fotografía documental norteamericana.

## Primeros años
Jacob Riis fue el tercero de los 15 hijos de Niels Riis, maestro de escuela, editor del periódico local de Ribe. Su madre era Carolina Riis. Riis estuvo influido por los autores que leyó desde temprana edad, especialmente Charles Dickens y James Fenimore Cooper. A los 11 años de edad su hermano menor se ahogó; la imagen de la tragedia y, después, la de su madre contemplando el puesto vacío del hijo ausente en el comedor, lo perseguiría el resto de su vida. A la edad de 12 años Riis sorprendió a sus familiares con lo que está considerado su primer acto filantrópico, al donar sus estrenas de Navidad a una familia pobre de Ribe en tiempos en los que el dinero escaseaba. A los 16 se enamoró de Elisabeth Giortz, con quien se casaría y tendría varios hijos, tras haber prosperado en América.

## Emigración a Estados Unidos
Riis viajó a los Estados Unidos en 1870 a los 21 años de edad en busca del sueño americano. Llegó en una época de gran convulsión social, dado el alto índice de inmigración europea, los problemas asociados a la industrialización y los excesos derivados del capitalismo.
La demografía de las urbes estadounidenses creció de manera significativa, con grupos de emigrantes heterogéneos que llegaban por multitudes y establecían enclaves étnicos. Al desembarcar en Estados Unidos, Riis fue uno más de los emigrantes pobres que arribaban con la esperanza de prosperar. Como inmigrante sin techo, conoció de primera mano las insalubres condiciones de los asilos policiales, que más tarde denunciaría en sus obras.

## Carrera periodística

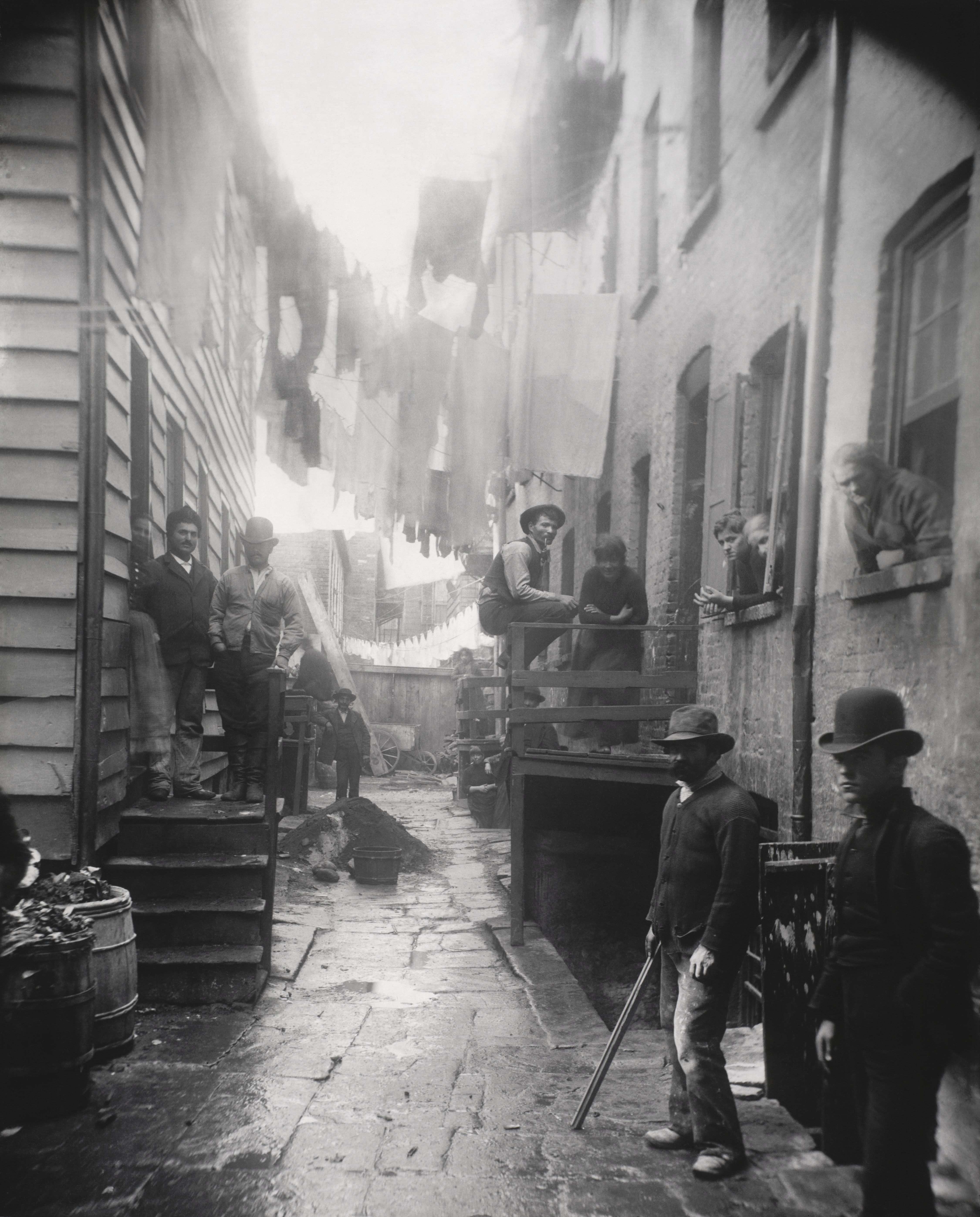
Contarro del Bandido de Jacob Riis, 1888, publicada en Cómo vive la otra mitad. Esta foto fue tomada en la Calle Mulberry, junto con su grupo de colaboradores Richard H. Lawrence y Henry G. Piffard, entonces considerada un hervidero del crimen en Nueva York, Estados Unidos de América.

Riis desempeñó varios oficios precarios antes de lograr el puesto de reportero policial del periódico New York Evening Sun. En 1874 se unió al Brooklyn News, que llegó a dirigir. En 1877 trabajó como reportero policial del New York Tribune, así como de corresponsal de varios diarios daneses. Durante todo ese tiempo como reportero policial, Riis recorrió los bajos fondos de Nueva York para documentarse y denunciar el modo en que vivía la población. 
Fue el primer periodista estadounidense en emplear el flash de magnesio, lo que le permitió captar tomas fotográficas de la vida nocturna de los suburbios, que publicó junto a sus artículos de prensa y libros, y de las que hizo diapositivas de linterna mágica con las que ilustraba sus conferencias, que gozaban de un público multitudinario. En 1890 publicó su primer libro Cómo vive la otra mitad, que se convirtió en un éxito de ventas. Por vez primera en la historia del documentalismo social, gracias al incipiente proceso tecnológico de los semitonos (halftones), se incluían imágenes con apariencia fotográfica que ilustraban el texto, además de los estandarizados grabados de rigor. El libro impresionó a Theodore Roosevelt, y promovió importantes reformas sociales. Hoy Cómo vive la otra mitad sigue siendo una obra de referencia ineludible en la historia social norteamericana.
Riis escribió otras 12 obras, entre las cuales se cuenta su autobiografía La formación de un americano (The Making of an American) en 1901.

## Obras
- How the Other Half Lives: Studies among the Tenements of New York. New York: Charles Scribner's Sons, 1890. Edición castellana de Isabel Núñez: Cómo vive la otra mitad. Estudios entre las casas de vecindad de Nueva York. Barcelona: Alba Editorial, 2004. Re-edición in inglès in 2021 con más ilustraciones[5]
- The Children of the Poor. New York: Charles Scribner's Sons, 1892. (Y Harvard University Library : scan of a copy of the 1902 imprint.)
- Nibsy's Christmas. New York: Charles Scribner's Sons, 1893. Fiction for younger readers. (Y Project Gutenberg.)
- Out of Mulberry Street: Stories of Tenement Life in New York City. New York: Century, 1896. (Y Harvard University Library : scan of a copy of the 1898 imprint.)
- A Ten Years' War: An Account of the Battle with the Slum in New York. New York: Houghton, Mifflin, 1900. (Y Harvard University Library : scan of a copy.)
- The Making of an American. New York: Macmillan, 1902. (Y Project Gutenberg. Harvard University Library scan of a copy of the 1904 imprint.)
- The Battle with the Slum. New York: Houghton, Mifflin, 1901. (Y Project Gutenberg. Harvard University Library.)
- Children of the Tenements. New York: Houghton, Mifflin, 1903. (Y Project Gutenberg. Harvard University Library.)
- The Peril and the Preservation of the Home: Being the William L. Bull Lectures for the Year 1903. Philadelphia: George W. Jacobs, 1903. (Y Harvard University Library.)
- Is There a Santa Claus? New York: Macmillan, 1904.
- Theodore Roosevelt, the Citizen. New York: Outlook, 1904. (Scan University of Michigan library.)
- The Old Town. New York: Macmillan, 1909. (Harvard University Library scan.)
- Hero Tales of the Far North. New York: Macmillan, 1910. (Project Gutenberg.)
- Neighbors: Life Stories of the Other Half. New York: Macmillan, 1914. (Harvard University Library scan of a copy of the 1919 imprint.)
- Christmas Stories. New York: Macmillan, 1923. An anthology of fiction for younger readers.